# Округ Нимбурк
Округ Нимбурк (чеш. Okres Nymburk) је округ у Средњочешком крају, у Чешкој Републици. Административно средиште округа је град Нимбурк.

## Становништво
Према подацима о броју становника из 2012. године округ је имао 94.360 становника.